# Joen Danielsen
Jógvan Danielsen (dansk Joen Danielsen, kaldet Kvívíks Jógvan og Kvívíkar-Jógvan) (11. juni 1843 i Kvívík, Færøerne – 2. maj 1926 i Gjógv) var en færøsk digter, en af de første som skrev digte på færøsk. Han voksede op i Kvívík samtidig med Jóan Petur Gregoriussen, som også blev en kendt digter på Færøerne. Mens de voksede op var V.U. Hammershaimb præst i Kvívík. Der var ingen skole der, men Kvívíks Jógvan lærte sig selv at læse ved at låne bøger fra Hammershaimb. V.U. Hammershaimb er det færøske skriftsprogs fader, hans retskrivnignsregler har været brugt siden 1856, dog var der en sprolig strid specielt blandt færøske studenter i København, men Hammershaimb's retskrivningsregler, som bl.a. indebærer brugen af bogstavet ð er stadig i brug. Kvívíks Jógvan digtede mest viser og folkelige sange – helst sådanne, som egnede sig til den færøske dans. Han var selv en fremragende forsanger og danser. Han udgav bogen "Yrkingar" i 1926, hvor bl.a. balladen Kópakvæðið (Sælvisen) er med. Han har også skrevet nogle digte på dansk, bl.a. Velkomsthilsen til Kong Frederik VIII og to digte om alvorlige ulykker på havet, hvor flere mænd mistede livet, det ene, Om alt det kors vi lide, var om "Skaðagrindin" i Sandvík, en grindefangst som skete den 13. februar 1915, og som ikke gik som det skulle, der kom en stor bølge og kæntrede to både, det skete inde i vigen, men mændene kunne ikke svømme og 14 af 15 druknede.

## Forfatterskab

### Publiceret
- 1926 - Jógvan Dánialsson (Kvívíkar-Jógvan): Yrkingar (Digte og Ballader, på færøsk):
  - Nú komin er mín lívskvøldarstund
  - Jólasálmur
  - Páskasálmur
  - Kvæðið um skapanina
  - Kópakvæðið
  - Lýð á ljóðið
  - Føroya málið
  - V. U. Hammershaimb
  - Frælsiskvæði (Fríheitskvæði)
  - Ránsmannavaldið í Føroyum
  - Trolaratátturin
  - Fólkatingsvalið 1903
  - Valkvæði
  - Heilsa til Fríðriks 8nda
  - Songur um kríggið 1914
  - Til fólkafundin á Eiðisskarði hin 13 juli 1919
  - Kvæði til Føroya dans

### Andre digte
- Føroya háskúli (Fuglaframi 11. juni 1901)
- Til ein fund í Føroyingafelagnum í Keypmannahavn (Fuglaframi 27. august 1901)
- Løgtingsins hálvthundrað ára dagur, 29. juli 1908 (Varðin 8. vol. 1928)
- Heilsa til Noregs. (Varðin 8. vol. 1928)
- Við Stevnuvál. (Læst højt til et "folkemøde" (fólkafund) den 6. juli 1913. Ikke udgivet)

### Digte skrevet på dansk
- Velkomsthilsen til Kong Frederik VIII
- Om alt det kors vi lide. (Om ulykken i Sandvík, som skete under et grindedrab, hvor to både kæntrede i 1915 og 14 mænd døde, "skaðagrindin".)
- Jeg begynde vil en sang
- Nu længes fluks min matte krop
- Nu vil jeg her begynde. (Om ulykken, da en slup fra Klaksvík, Kristina, forliste i 1920)